# Bobby Gibbes
Robert Henry Maxwell Gibbes (Young, 6 de mayo de 1916-Sídney, 11 de abril de 2007) fue un piloto de la Real Fuerza Aérea Australiana durante la Segunda Guerra Mundial. Fue as de la aviación y condecorado con galardones como la Orden del Servicio Distinguido, la Cruz de Vuelo Distinguido o la Orden de Australia.